# Yves Desmarets
Yves Hadley Desmarets (* 19. Juli 1979 in Paris, Frankreich) ist ein haitianischer ehemaliger Fußballspieler.

## Karriere

### Verein
Desmarets spielte in Frankreich für verschiedene Mannschaften in der Championnat de France Amateur. Zur Saison 2006/07 wechselte er zu Vitória Guimarães, die in der vorherigen Saison in die Liga de Honra abgestiegen sind. Gleich in seiner ersten Saison schaffte er den Wiederaufstieg in die Primeira Liga. Dort belegte Vitória Guimarães in der Saison 2007/08 den dritten Platz und nahm an der Qualifikation für die Champions League teil. Dort scheiterte man jedoch am FC Basel und auch im UEFA-Cup scheiterte man in der ersten Runde am FC Portsmouth. Im Sommer 2010 wechselte er zu Deportivo La Coruña, mit dem er jedoch in der Saison 2010/11 aus der Primera División abgestiegen ist. Nach einem kurzen Intermezzo bei AO Kerkyra spielt er seit der Saison 2012/13 bei Belenenses Lissabon.

### Nationalmannschaft
Mit 34 Jahren kam Desmarets zu seinem Länderspieldebüt in der haitianischen Nationalmannschaft, bei der 1:2-Niederlage gegen Spanien am 8. Juni 2013.